# Memorial Tournament
De Memorial is een golftoernooi van de Amerikaanse PGA Tour.
De eerste editie van de Memorial werd in 1976 gespeeld. Het vindt altijd plaats op de Muirfield Village Golf Club in Dublin in Ohio, een kleine stad vlak bij Columbus, waar Jack Nicklaus is opgegroeid.
Het toernooi is opgezet door Jack Nicklaus, die dit al in 1966 aankondigde. Hij wilde iets terug doen voor de buurt waar hij opgroeide en heeft er een golfbaan aangelegd, die in 1974 opende. De eerste Memorial werd in 1976 gespeeld. 
Ook wilde hij een toernooi oprichten dat net als de Masters internationaal de aandacht zou krijgen. De top 75 spelers van de rangorde van het voorgaande jaar worden uitgenodigd. Tijdens het toernooi vindt een ceremonie plaats waarbij enkele (voormalige) spelers of speelsters worden geëerd. Een naamplaat wordt op een speciale plaats bij het clubhuis aangebracht. Verder ondersteunt het toernooi het 'Nationwide Children's Hospital'.
In de jaren negentig was het toernooi zo populair dat de toegangskaarten uitverkocht waren.

## Winnaars en onderscheiden spelers

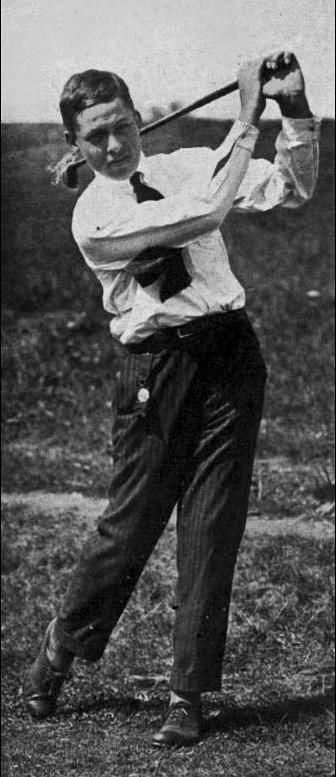
1916:Bobby Jones

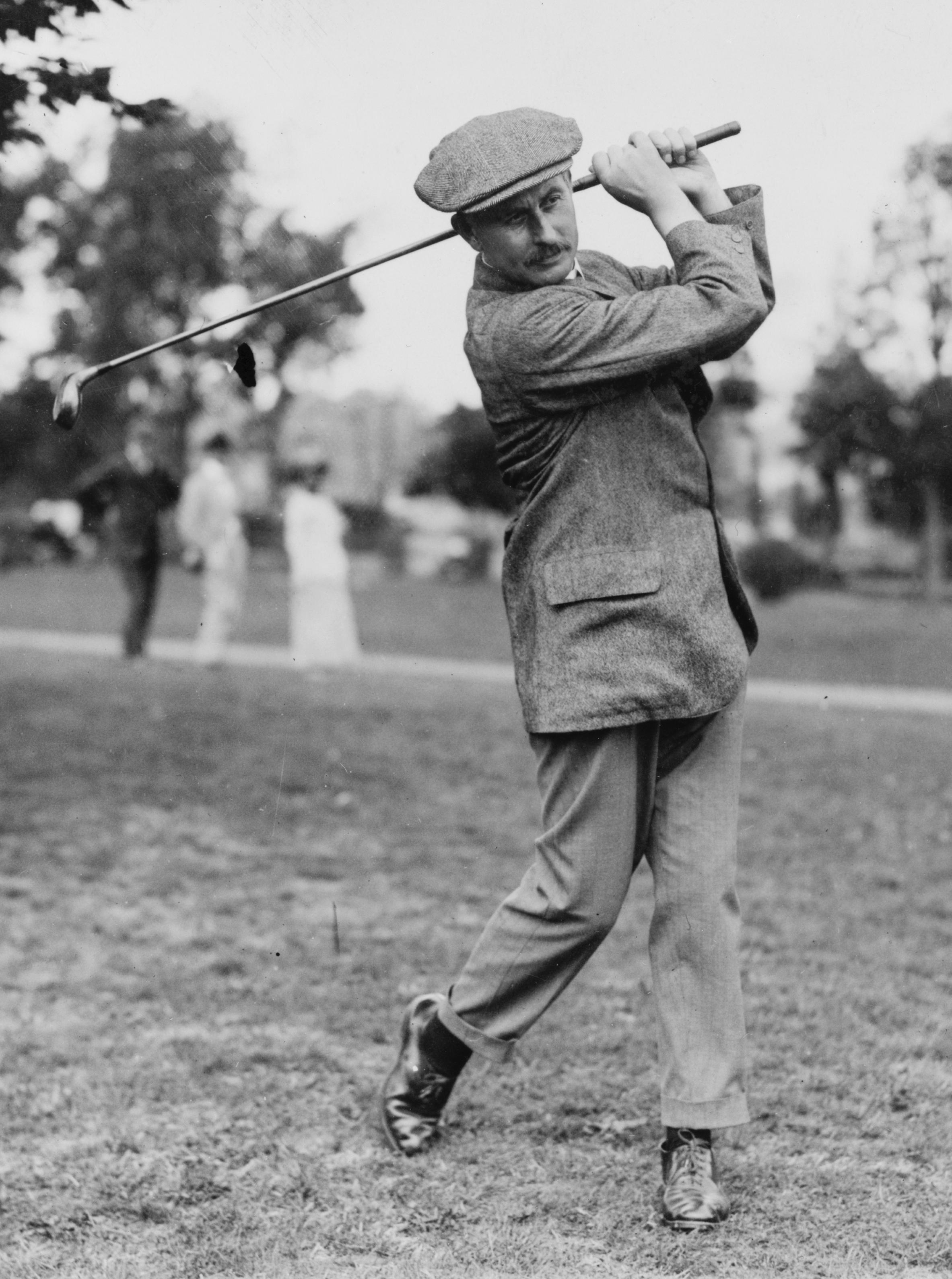
1914: Harry Vardon

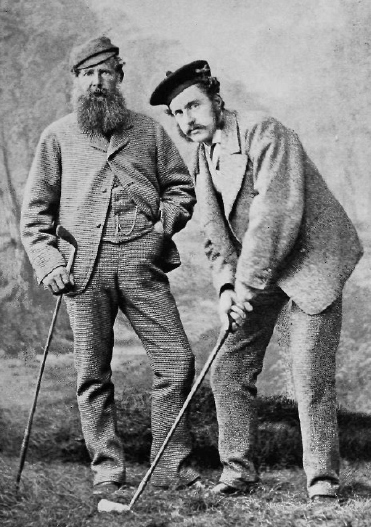
1875: Old & Young Tom Morris

| Jaar | Speler          | Score | Score | Onderscheiden speler(s)                                                              |
| ---- | --------------- | ----- | ----- | ------------------------------------------------------------------------------------ |
| 1976 | Roger Maltbie   | 288   | par   | Bobby Jones                                                                          |
| 1977 | Jack Nicklaus   | 281   | -7    | Walter Hagen                                                                         |
| 1978 | Jim Simons      | 284   | -4    | Francis Ouimet                                                                       |
| 1979 | Tom Watson      | 285   | -3    | Gene Sarazen                                                                         |
| 1980 | David Graham    | 280   | -8    | Byron Nelson                                                                         |
| 1981 | Keith Fergus    | 284   | -4    | Harry Vardon                                                                         |
| 1982 | Raymond Floyd   | 281   | -7    | Glenna Collett-Vare                                                                  |
| 1983 | Hale Irwin      | 281   | -7    | Tommy Armour                                                                         |
| 1984 | Jack Nicklaus   | 280   | -8    | Sam Snead                                                                            |
| 1985 | Hale Irwin      | 281   | -7    | Chick Evans                                                                          |
| 1986 | Hal Sutton      | 271   | -17   | Roberto De Vicenzo                                                                   |
| 1987 | Don Pooley      | 272   | -16   | Tom Morris sr., Tom Morris jr.                                                       |
| 1988 | Curtis Strange  | 274   | -14   | Patty Berg                                                                           |
| 1989 | Bob Tway        | 277   | -11   | Henry Cotton                                                                         |
| 1990 | Greg Norman     | 216   | par   | Jimmy Demaret                                                                        |
| 1991 | Kenny Perry     | 273   | -15   | Babe Zaharias                                                                        |
| 1992 | David Edwards   | 273   | -15   | Joseph Dey                                                                           |
| 1993 | Paul Azinger    | 274   | -14   | Arnold Palmer                                                                        |
| 1994 | Tom Lehman      | 268   | -20   | Mickey Wright                                                                        |
| 1995 | Greg Norman     | 269   | -19   | Willie Anderson, John Ball, James Braid Harold Hilton, John Henry Taylor             |
| 1996 | Tom Watson      | 274   | -14   | Billy Casper                                                                         |
| 1997 | Vijay Singh     | 202   | -14   | Gary Player                                                                          |
| 1998 | Fred Couples    | 271   | -17   | Peter Thomson                                                                        |
| 1999 | Tiger Woods     | 273   | -15   | Ben Hogan                                                                            |
| 2000 | Tiger Woods     | 269   | -19   | Jack Nicklaus                                                                        |
| 2001 | Tiger Woods     | 271   | -17   | Payne Stewart                                                                        |
| 2002 | Jim Furyk       | 274   | -14   | Kathy Whitworth, Bobby Locke                                                         |
| 2003 | Kenny Perry     | 275   | -11   | Julius Boros, William C. Campbell                                                    |
| 2004 | Ernie Els       | 270   | -18   | Lee Trevino, Joyce Wethered                                                          |
| 2005 | Bart Bryant     | 272   | -16   | Betsy Rawls, Cary Middlecoff                                                         |
| 2006 | Carl Pettersson | 276   | -12   | Michael Bonallack, Charles Coe, Lawson Little Henry Picard, Paul Runyan, Denny Shute |
| 2007 | K.J. Choi       | 271   | -17   | Louise Suggs, Dow Finsterwald                                                        |
| 2008 | Kenny Perry     | 280   | -8    | Tony Jacklin, Ralph Guldahl Charles B. Macdonald, Craig Wood                         |
| 2009 | Tiger Woods     | 276   | -12   | JoAnne Carner, Jack Burke jr.                                                        |
| 2010 | Justin Rose     | 270   | -18   | Severiano Ballesteros                                                                |
| 2011 | Steve Stricker  | 272   | -16   | Nancy Lopez                                                                          |
| 2012 | Tiger Woods     | 279   | -9    | Tom Watson                                                                           |

De groene score is een record.